# Gheorghe Megelea
Gheorghe Megelea (n. 14 martie 1954, Reșița, Caraș-Severin, România) este un fost atlet român, laureat cu bronz la Montreal 1976 la disciplina aruncarea suliței.

## Biografie
Sulițașul s-a apucat de atletism la vârsta de 15 ani. Prima lui performanță notabilă a fost medalia de argint la Campionatul European de Juniori din 1973 de la Duisburg. La Universiada din 1975 de la Roma a cucerit medalia de aur. În anul 1976 a câștigat aurul la Jocurile Balcanice și la Jocurile Olimpice de vară din 1976 de la Montreal a obținut medalia de bronz cu o aruncare de 87,16 m la prima încercare. El este primul atlet român care a cucerit o medalie olimpică.
După terminarea Olimpiadei din 1976 de la Montreal s-a întors în țară dar apoi sportivul Gheorghe Megelea a cerut azil politic în Canada, unde s-a stabilit. El a fost de trei ori campion național al României (1974, 1975, 1976) și de patru ori a devenit campion național al Canadei (1977, 1978, 1980, 1981).
În 2004 el a primit Ordinul „Meritul Sportiv” clasa a III-a. Din 2005 este cetățean de onoare al municipiului Reșița.

## Palmares
| An   | Competiție                               | Locație            | Loc | Note  |
| ---- | ---------------------------------------- | ------------------ | --- | ----- |
| 1973 | Campionatul European de Juniori (sub 20) | Duisburg, Germania | 2   | 74,68 |
| 1974 | Jocurile Balcanice                       | Sofia, Bulgaria    | 2   | 78,20 |
| 1975 | Universiada                              | Roma, Italia       | 1   | 81,30 |
| 1976 | Jocurile Balcanice                       | Celje, Iugoslavia  | 1   | 84,68 |
| 1976 | Jocurile Olimpice                        | Montreal, Canada   | 3   | 87,16 |

## Recorduri personale
| Probă  | Performanță | Dată           | Locație  |
| ------ | ----------- | -------------- | -------- |
| Suliță | 88,00 m     | 19 august 1977 | Montreal |

## Distincții
- Ordinul „Meritul Sportiv” clasa a III-a (18 august 1976) „pentru rezultatele deosebite obținute la Jocurile olimpice de vară de la Montreal – 1976, precum și pentru contribuția adusă la dezvoltarea activității sportive și la creșterea prestigiului sportului românesc pe plan internațional”[9]